# Doyen sports investments
Il Doyen sports investments è un fondo di private equity che si occupa di finanziare i contratti di acquisto e cessione di calciatori professionisti per conto di club calcistici sudamericani ed europei. In ambito calcistico i fondi che fanno da intermediari per la compravendita del cartellino e dei diritti d'immagine dei calciatori sono noti anche come Third party ownership (TPO).

## Assetto societario
Doyen sports ha sede a Malta e fa parte del Doyen group, una società d'investimento brasiliana, che in Europa ha sede ad Istanbul e uffici a Londra.

## Attività
Il Doyen group opera in mercati emergenti come Africa, America latina, Turchia, Medio oriente, CSI e Asia con interessi nell'estrazione di metalli, minerali, gas e carburanti. Grazie alla joint venture con la NuCap ltd, la Doyen è attivissima nel settore energia, compresi fertilizzanti e uranio.

### Sport
A partire dal 2008 il Doyen group ha iniziato ad investire nel calcio professionistico attraverso la sua sussidiaria Doyen sports investments, diventando in poco tempo il punto di riferimento per quanto riguarda i fondi d’investimento sportivi. Gli investitori di Doyen group, secondo Bloomberg News, sarebbero il turco Fettah Tamince dirigente della catena Rixos hotel e Tevfik Arif, kazako naturalizzato turco, proprietario della società immobiliare Bayrock Group.
Doyen sports presta denaro ai club professionisti per l'acquisto di calciatori, facendosi ripagare entro tre anni. Le squadre possono tenere i calciatori e ripagare il debito oppure vendere i giocatori, restituendo a Doyen sports il denaro ricevuto in prestito e una parte della plusvalenza incassata con la cessione del cartellino. Le prime operazioni di questo tipo sono state eseguite in Brasile per poi concentrarsi sulle compravendite di calciatori dei principali campionati europei.

## Operazioni di calciomercato finanziate
Nel 2011 Doyen sports inizia a finanziare alcuni club spagnoli. In particolare, Doyen sports finanzia il 55% del trasferimento di Radamel Falcao dal Porto all'Atlético Madrid, permettendo al club spagnolo di pagare solo 18 milioni di euro per il cartellino del colombiano. Nel 2013 l'Atletico Madrid vende Falcao al Monaco per circa 60 milioni di euro, girando 15 milioni al giocatore e Doyen sports, come previsto da una clausola contrattuale, e spartendosi con lo stesso fondo i 45 milioni restanti.
Nel 2013 Doyen sports finanzia il passaggio del brasiliano Neymar dal Santos all'Barcellona per 57 milioni di euro circa. Il 55% finisce al Santos il restante 45% ai due fondi d'investimento che erano co-proprietari del cartellino del giocatore, in particolare, il 40% andò al fondo d'investimento Doyen sports e il 5% alla società Tercera Estrela Investimentos.
Nel 2014 Doyen sports è coinvolta nel trasferimento del francese Eliaquim Mangala dal Porto al Manchester City per una cifra attorno ai 40 milioni di euro, di cui solo 22 andati al Porto. Una grossa percentuale dei restanti 18 milioni infatti sono andati a Doyen sports. Sempre nel 2014 Doyen sports fa da intermediario nella cessione del serbo Dušan Tadić dal Twente, con cui ha una partnership commerciale, al Southampton.
Nel 2015 Doyen sports comunica l'avvio della collaborazione come consulente sulla politica sportiva con la cordata di imprenditori, rappresentata da Bee Taechaubol, che intende acquistare una quota di minoranza dell'Milan.